# Dolph Lundgren
Hans „Dolph" Lundgren (* 3. listopadu 1957 Stockholm) je americko-švédský herec, režisér a scenárista, který se ve filmu většinou objevuje v roli postav používajících bojové umění.
Debutoval malou rolí v bondovce Vyhlídka na vraždu. Proslavil se díky roli Ivana Draga ve snímku Rocky IV. Mezi jeho další známé filmy patří Vládci vesmíru, Rudý škorpion, Mstitel, Temný anděl, Zůčtování v malém Tokiu, série Univerzální voják, Čas pomsty, Pětiboj, Top Secret, Lovec bouřek, Pohyblivý terč, Přímý zásah, série Expandables, Krvavý Bangkok , horor Žraločí jezero či Tour de doping. V roce 2018 se objevil ve filmech Aquaman a Creed II. Zahrál si též v seriálu Arrow. Je také režisér, natočil např. snímek Zemřít je snadné (2009), kde zároveň ztvárnil hlavní roli. Roku 1995 si zahrál v akčním snímku Střelec, jenž se celý natáčel v Praze.

## Kariéra
Ve Stockholmu studoval přírodní vědy a již během tohoto studia se věnoval bojovému sportu, přičemž byl kapitánem národního týmu. Kromě toho má také akademické zkoušky z fyziky, chemie a matematiky a domluví se anglicky, německy i japonsky. Když v roce 1982 ukončil studium, pracoval jako model.
Poprvé se před kamerou objevil v roce 1984 jako minirole v bondovce Vyhlídka na vraždu. Svou velkou šanci dostal v roce 1985 od Sylvestera Stallona, který jej obsadil do záporné role Ivana Draga ve filmu Rocky IV. Jeho dalšími úspěšnými snímky jsou například Rudý škorpion, Vládci vesmíru, Kamufláž, Zúčtování v Malém Tokiu, Johnny Mnemonic, série filmů Univerzální voják, Zemřít je snadné (zde režisérem) či Pohyblivý terč.

## Herecká filmografie
- 2025: Mutant Year Zero
- 2024: Hellfire
- 2024: Malevolence
- 2024: Policajt na útěku
- 2023: Aquaman a ztracené království
- 2023: Expend4bles: Postr4datelní
- 2023: Showdown at the Grand
- 2023: Svědek
- 2022: Come Out Fighting
- 2022: Mimoni 2: Padouch přichází
- 2022: Operace Mořský vlk
- 2022: Section 8
- 2021: 90 minut do smrti
- 2021: Pups Alone: A Christmas Peril
- 2021: Seal Team: Pár správných tuleňů
- 2019: Příchod temné noci
- 2019: Rychlá hra
- 2019: Stopař: Ve jménu spravedlnosti
- 2018: Aquaman
- 2018: Creed II
- 2018: Temné hlubiny
- 2017: Dead Trigger
- 2017: Malčišnik
- 2017: Přežít Mexiko
- 2017: Tour de doping (TV film)
- 2017: Zločin na palubě
- 2017: Žraločí tornádo 5 (TV film)
- 2016: Ave, Caesar!
- 2016: Female Fight Club
- 2016: Lovec démonů
- 2016: Policajt ze školky 2
- 2016: Welcome to Willits
- 2015: Hodný, zlý a mrtvý
- 2015: Sedm dní v pekle (TV film)
- 2015: Válečná banda
- 2015: Zavřít a zabít
- 2015: Žraločí jezero
- 2014: Expendables: Postradatelní 3
- 2014: Jistá spravedlnost
- 2014: Krvavý Bangkok
- 2013: Bájní tvorové: Dračí hrobka
- 2013: Bílá horečka
- 2013: Krvavé zúčtování
- 2013: Město nemrtvých
- 2013: Zásilka
- 2012: Dokonalá skrýš
- 2012: Expendables: Postradatelní 2
- 2012: Hra pro jednoho
- 2012: Malé byty
- 2012: Univerzální voják 4: Odplata
- 2011: Ve jménu krále 2
- 2010: Expendables: Postradatelní
- 2010: Icarus
- 2009: Přímý kontakt
- 2009: Univerzální voják III: Znovuzrození
- 2009: Zemřít je snadné
- 2007: Diamantoví psi
- 2007: Krvavá pomsta
- 2006: Rocky Balboa
- 2006: Tajemství hrobky
- 2005: Inkvizitor
- 2004: Fat Slags
- 2004: Ledová planeta
- 2004: Ochránce
- 2004: Přímý zásah
- 2003: Masakr na střední škole
- 2001: Skrytá agenda
- 2000: Jill Rips
- 2000: Mise pomsty
- 2000: Poslední hlídka
- 1999: Lovec bouřek
- 1999: Vyhnanec
- 1998: Blackjack (TV film)
- 1998: Lukas
- 1998: Odstřelovač
- 1997: Top Secret
- 1996: Pohyblivý terč
- 1995: Johnny Mnemonic
- 1995: Střelec
- 1994: Pětiboj
- 1994: Sunny Side Up
- 1994: Švéd
- 1993: Čas pomsty
- 1992: Univerzální voják
- 1991: Kamufláž
- 1991: Zúčtování v Malém Tokiu
- 1990: Temný anděl
- 1989: Mstitel
- 1988: Rudý škorpion
- 1987: Vládci vesmíru
- 1985: Rocky IV
- 1985: Vyhlídka na vraždu

## Režijní filmografie

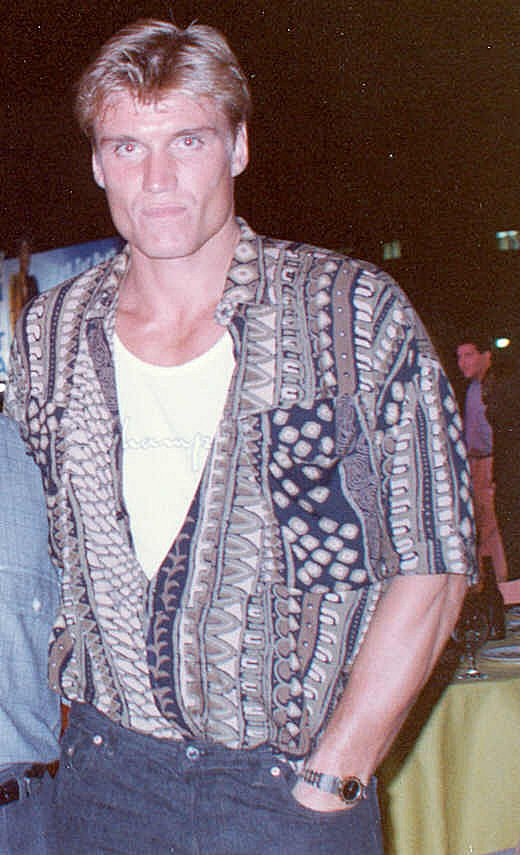
Dolph Lundgren v roce 1990

- Skin Trade (2012)

- Icarus (2010)

- Zemřít je snadné (2009)
- Diamantoví psi (2007)
- Krvavá pomsta (2007)
- Inkvizitor (2005)
- Ochránce (2004)

## Soukromý život
Jeho první manželkou byla od roku 1991 Peri Momm. Manželství skončilo rozvodem již o rok později.
V roce 1994 se ve španělské Marbelle oženil s návrhářkou a módní stylistkou Anette Qviberg. Mají spolu dvě dcery: Idu Sigrid (* 1996) a Gretu Eveline (* 2001). Manželství skončilo v roce 2011 rozvodem.
V letech 2011 až 2017 žil s Jenny Sandersson, která je šampiónkou v karate.
V roce 2019 se seznámil s o osmatřicet let mladší norskou osobní trenérkou Emmu Krokdal. V červnu 2020 se dvojice v Stockholmu zasnoubila. Svatba se odehrála 13. července 2023 v jejich vile na řeckém ostrově Mykonos.
V květnu 2023 herec přiznal, že již osm let bojuje s rakovinou. V roce 2015 mu byl nalezen zhoubný nádor na ledvině, který mu byl chirurgicky odstraněn. Nicméně o pět let později se nemoc vrátila.
V únoru 2024 získal občanství USA a tím se stal po dlouhé době občanem Spojených států.